# Mind over Four
Mind over Four (иногда пишется как Mind over 4 или MO4) — американская хэви-металлическая группа из Калифорнии, существовавшая с 1983 по 1995 годы.

## История
В начале карьеры группа играла психоделический панк-рок, но позже перешла к прогрессив-металу. Сами музыканты называли своё творчество экспериментальным. BNR Metal Pages поместили группу в «серую область между металлом и некоммерческим хард-роком, со своим причудливым способом написания песен, затрудняющим их описание или категоризацию». Группа записала шесть альбомов, выступала в 14 странах, а также неоднократно гастролировала по США.
В 1993 году Спайка Ксавье пригласили на прослушивание в качестве солиста трэш-группы Anthrax после увольнения Джои Белладонны. Тем не менее, конечном итоге Anthrax наняли Джона Буша.
Mind over Four распались вскоре после выпуска альбома 1995 года Empty Hands. Вокалист Спайк Ксавье продолжил играть на бас-гитаре в группе своего брата Humble Gods. Он также играл на басу в фанк-метал-группе Mind Funk и в итоге основал коллектив Corporate Avenger вместе с вокалистом Mind Funk Пэтом Дубаром. Гитарист Майк Дженсен гастролировал с KMFDM, а затем присоединился к группе Overbreaker. Майк выпускал сольный материал под именем Michael Fordays. Бас-гитарист Рич Кастильо также занялся собственной карьерой, выпустив сольный материал под влиянием Фрэнка Заппы и джазовых инструментальных композиций. Марк Фуллертон проработал в киноиндустрии Лос-Анджелеса 15 лет, а затем переехал в Юту, где играл на барабанах в кавер-группе Mesozoic, исполняющей классические рок-композиции.
В выпуске журнала Kerrang 21 августа 1993 года в рецензии на альбом The Goddess о Mind over Four было написано: «В своих лучших проявлениях они неприкасаемы, невероятны, возможно, являются открытием металла 90-х годов… Абсолютное совершенство». Английский журналист Майк Эксли назвал группу «одним из важнейших событий на сцене со времён Voivod или Faith No More». На задней обложке альбома Pantera Vulgar Display of Power можно увидеть Фила Ансельмо в одной из футболок группы.

## Члены группы
Состав 1995 года
- Спайк Ксавье — вокал
- Майк Дженсен — гитара
- Марк Фуллертон — барабаны
- Рич Кастильо — бас-гитара

Бывшие участники
- Джефф Когель — бас
- Дэйв Гамильтон — бас
- Дин Р — барабаны
- «Дэн» — барабаны
- Стив Кроу — гитара (Desperate Expression, 1983)
- Лу Гез — барабаны (Desperate Expression, 1983)
- Дэн Колберн — бас
- Шон Эллиотт — бас

## Дискография
- Desperate Expression (1983) (выпущен собственными силами)
- Out Here (1987) (XXX records)
- Mind over Four (1989) (Destiny Records)
- The Goddess (1990) (Caroline Records)
- Half Way Down (1993) (Restless)
- Empty Hands (1995) (Fierce)